# Chania
Chania (výslovnost [chaňa], řecky: Χανιά, turecky: نيه Hanya, starší forma názvu: Chanea) je město, přístav a také obec ležící na severozápadním pobřeží řeckého ostrova Kréty. Ve městě žije přibližně 55 tisíc obyvatel a je tak po Irakliu druhým nejlidnatějším městem ostrova. Chania také byla až do roku 1972 hlavním městem ostrova. Je zde mezinárodní letiště. 

## Poštovní známky
V letech 1898 až 1909 byla Kréta obsazena evropskými velmocemi a Italové zde vytvořili své správní území. Na něm platily od roku 1900 italské známky s přetiskem LA CANEA. Bylo platných 20 druhů těchto provizorií. Italská pošta v roce 1914 svou činnost na ostrově skončila.